# Mehináku jezik
Mehináku jezik (mahinaku, mehinaco, minaco; ISO 639-3: mmh), jedan od centralnoaravačkih jezika kojim govore istoimeni Mehináku Indijanci na području brazilske države Mato Grosso, u Parku Xingú. Najbliži mu je jezik waurá [wau]
200 govornika (2002 ISA); 121 (1995 AMTB). Dijalekt waurá-kumá, nastao je pod utjecajem jezika waura

## Vanjske poveznice
- Ethnologue (14th)
- Ethnologue (15th)
- Meinaku Indian Language (Mehinaku)